# Federico Mengozzi
Federico Mengozzi (c. 1951 — 2007) foi um jornalista e crítico de arte brasileiro. 
Escreveu para vários periódicos, como a Folha de S. Paulo, O Estado de S. Paulo e a revista Bravo!. Foi também tradutor (destaca-se o livro Caro Michele de Natalia Ginzburg) e autor de livros infantis (como Bichos Brasileiros, publicado em 2004 pela Editora Globo). 